# BD+20°2457 c

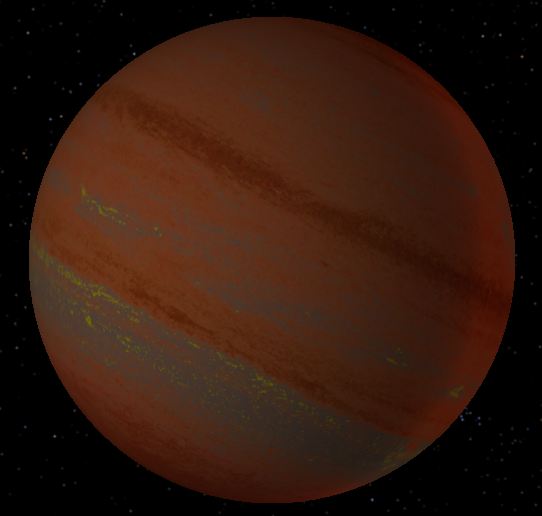

BD+20°2457 c는 사자자리 방향으로 지구로부터 약 320 광년 떨어진 곳에 있는, 무거운 외계 행성이다. 어머니 항성은 겉보기 등급 10의 K형 밝은 거성 BD+20°2457이다. 이 행성의 최소 질량은 목성의 약 12.47배이며 어머니 항성을 1.7년에 1회 돈다. 그러나 질량은 어디까지나 최솟값으로, 궤도경사각 여부에 따라 실제로는 갈색 왜성(BD+20°2457 b와 마찬가지로)일 가능성도 있다. 이 경우 BD+20°2457는 갈색 왜성 둘을 거느린 어머니 항성이 된다. 2009년 6월 10일 칠레 소재 라 실라 천문대의 하비-에버리 망원경을 통해 발견되었다.

## 같이 보기
- BD+14°4559 b
- HD 240210 b

## 참고 문헌
- A. Niedzielski, G. Nowak, M. Adamów, A. Wolszczan (2009). “Substellar-mass companions to the K-dwarf BD +14 4559 and the K-giants HD 240210 and BD +20 2457”. 2009년 7월 21일에 확인함.